# Villers-Châtel
Villers-Châtel település Franciaországban, Pas-de-Calais megyében. Lakosainak száma 127 fő (2022. január 1.). Villers-Châtel Caucourt, Aubigny-en-Artois, Agnières, Cambligneul és Mingoval községekkel határos.

## Népesség
A település népessége az elmúlt években az alábbi módon változott:
| Lakosok száma | 140  | 145  | 152  | 135  | 130  | 130  | 130  | 128  | 127  |
|               | 2013 | 2015 | 2016 | 2017 | 2018 | 2019 | 2020 | 2021 | 2022 |